# Пипиа, Агостино
Агостино Пипиа (итал. Agostino Pipia; 1 октября 1660, Сенеге, Арагонская корона — 21 февраля 1730, Рим, Папская область) — итальянский кардинал. Генеральный магистр ордена проповедников 31 мая 1721 по май 1725. Епископ Озимо с 31 декабря 1724 по 20 августа 1725. Епископ Озимо и Чинголи с 20 августа 1725 по 17 апреля 1727. Кардинал-священник с 20 декабря 1724, с титулом церкви Сан-Систо с 29 января 1725 по 3 марта 1729. Кардинал-священник с титулом церкви Санта-Мария-сопра-Минерва с 3 марта 1729 по 21 февраля 1730.

## Биография
Родился в 1660 году в Сенеге на Сардинии, которая в это время принадлежала Королевству Арагон, в бедной семье. Начальное и среднее образование получил в доминиканском монастыре в Ористано, в том же монастыре был принят в новиции Ордена проповедников. Новициат проходил в Пальме-де-Майорка, изучал теологию и философию, там же был принят в орден.
Дата рукоположения в священники неизвестна. Пипиа долгое время служил на Майорке, преподавал теологию в местном университете. Его способности были оценены генеральным магистром ордена Антоненом Клоше, который вызвал его в Рим. В Риме Пипиа также занимался преподавательской деятельностью и был регентом колледжа при доминиканской церкви Санта-Мария-сопра-Минерва (будущий Папский университет святого Фомы Аквинского). На очередном генеральном капитуле Ордена проповедников 31 мая 1721 года был избран 61-м генеральным магистром.
На посту генерального магистра показал себя последовательным томистом и противником янсенизма. В 1724 году произошло весьма благоприятное событие для доминиканцев, на очередном конклаве папой под именем Бенедикта XIII был избран доминиканский кардинал Орсини, который стал четвёртым папой из Ордена проповедников. Бенедикт XIII и Агостино Пипиа были друзьями и единомышленниками, новый папа даровал ордену доминиканцев большие привилегии, всячески поддерживал пропагандируемый доминиканцами томизм, в частности выпустил буллу Demissas preces в поддержку учения Фомы Аквинского.
20 декабря 1724 года Пипиа был возведён в кардиналы, однако получил разрешение продолжать руководить доминиканцами до следующего генерального капитула в мае 1725 года. 20 декабря 1724 года был назначен епископом Озимо, 31 декабря того же года состоялась его епископская хиротония в церкви Санта-Мария-сопра-Минерва, причём хиротонию совершал папа Бенедикт XIII. 29 января 1725 года получил знаки кардинальского достоинства и титул церкви Сан-Систо. Сложил с себя полномочия главы доминиканцев на капитуле в мае 1725 года, его преемником был избран Томас Риполл.
В 1727 году сложил с себя обязанности главы епархии Озимо, занимался подготовкой конкордата между Сардинией и Святым Престолом. Умер в Риме 21 февраля 1730 года всего на несколько часов раньше, чем папа Бенедикт XIII. Похоронен в церкви Санта-Мария-сопра-Минерва.